# SN 2003di
SN 2003di – supernowa odkryta 4 lutego 2003 roku w galaktyce A120024+1158. W momencie odkrycia miała maksymalną jasność 17,80m.